# Breinert
Breinert is een plaats in de gemeente Biwer en het kanton Grevenmacher in Luxemburg.
Breinert telt 47 inwoners (2001).